# Yard Creek Park
Yard Creek Park är en park i Kanada.   Den ligger i provinsen British Columbia, i den södra delen av landet, 3 200 km väster om huvudstaden Ottawa. Yard Creek Park ligger 437 meter över havet.
Terrängen runt Yard Creek Park är bergig västerut, men österut är den kuperad. Yard Creek Park ligger nere i en dal. Runt Yard Creek Park är det mycket glesbefolkat, med 2 invånare per kvadratkilometer.. Närmaste större samhälle är Sicamous, 14,8 km sydväst om Yard Creek Park. 
I omgivningarna runt Yard Creek Park växer i huvudsak barrskog.